# 덩컨 키스
덩컨 키스(영어: Duncan Keith, 1983년 7월 16일~)는 캐나다의 전직 아이스하키 선수이다. 현역 시절 포지션은 수비수로 내셔널 하키 리그(NHL)의 시카고 블랙호크스와 에드먼턴 오일러스 소속으로 활동했다.

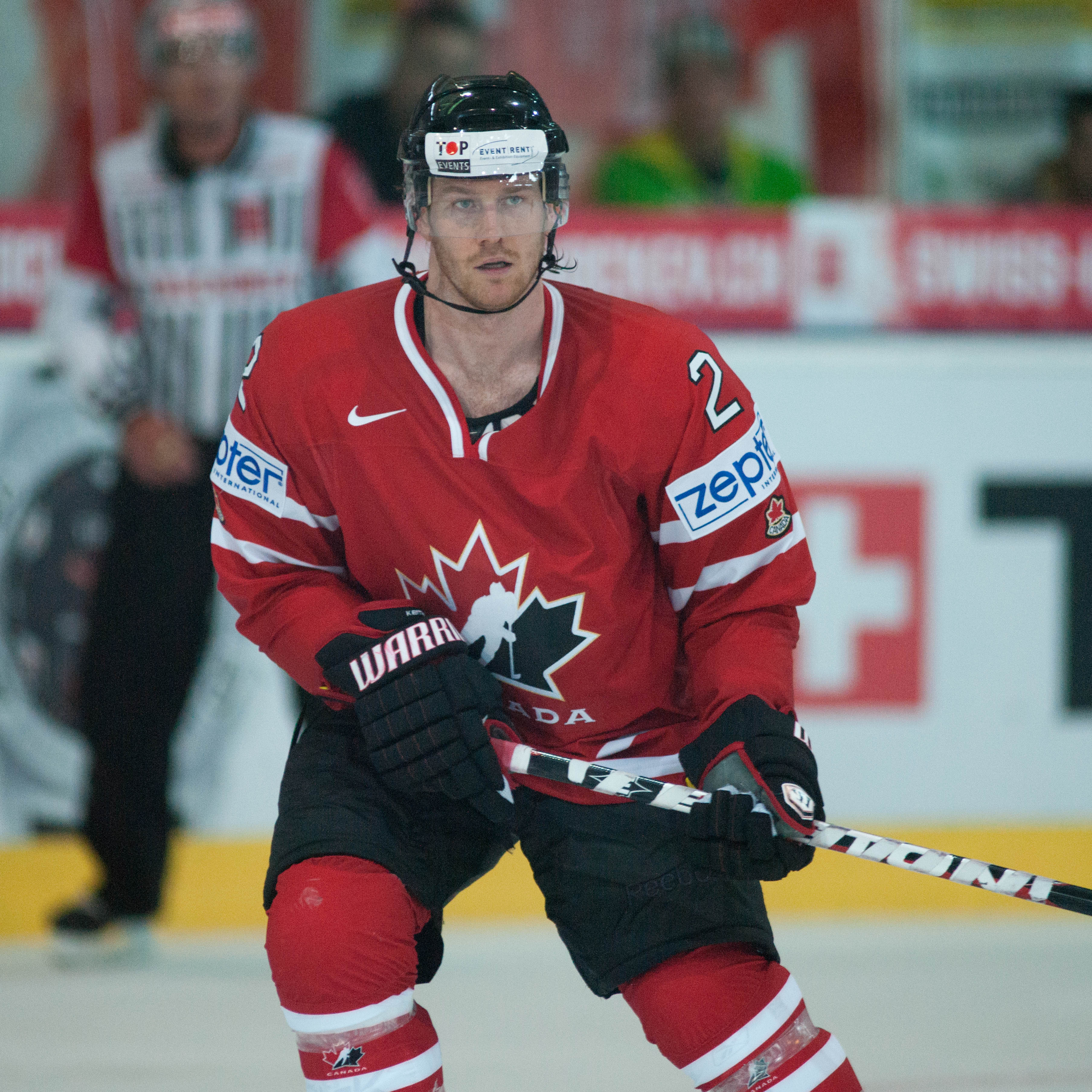
2012년 4월 스위스와의 친선전 당시의 키스